# Эврибионты
Эврибионты (от греч. ευρί — «широкий» и греч. βίον — «живущий») — организмы, способные существовать в широком диапазоне природных условий окружающей среды и выдерживать их значительные изменения.
Так, например, животные, обитающие в зонах с континентальным климатом способны переносить значительные сезонные колебания температуры, влажности и других природных факторов. Жители литоральных областей регулярно подвергаются колебаниям температуры и солёности окружающей воды, а также осушению.
Эврибионтные организмы, как правило, имеют морфофизиологические механизмы, позволяющие им поддерживать постоянство своей внутренней среды даже при резких колебаниях условий окружающей среды.